# エヴフロシニヤ・ポロツカヤ
エヴフロシニヤ・ポロツカヤ（ポロツクのエヴフロシニヤ、聖女イェフロシニア）（ベラルーシ語: Ефрасіння Полацкая、1101/5年 - 1173年）は、キエフ・ルーシ時代のポロツク公国の修道女・教育者である。ヴィテプスク公スヴャトスラフの子、ポロツク公フセスラフの孫にあたる公女であり、修道女となる前の名はプレドスラヴァといった。
1910年、帝政ロシアの聖務会院により列聖された。ベラルーシでは、エヴフロシニヤはキリラ・トゥーラウスキと並ぶ、最も尊敬される聖人の一人である。祭日はユリウス暦の5月23日である。

## 経歴
エヴフロシニヤが誕生したのは1101年から1105年の間とされている。A.A.メリニカウによれば、1104年が最も可能性が高いという。また、1120年生まれとする伝統的な説は不確定なものであり、1110年とする説も同じくありえないと論じている。
エヴフロシニヤは12歳で修道院に入り、アレキサンドリアの聖人エヴフロシニヤにちなみ修道名を得た。エヴフロシニヤは識字力があり、多くの本を読むことができた。また、ポロツクの主教の許可を得て、豊富な蔵書を有するポロツクの聖ソフィア大聖堂の僧房に居住した。さらに、市民の注文に応じて本の転写を請け負い、受け取った金銭を施しとして分配した。1127年から1128年の間にはポロツクに修道院を創立した。なおこの修道院ではエヴフロシニヤの影響を受けて、彼女の姉妹のゴルディスラヴァ（洗礼名エヴドキヤ）と従姉妹のズヴェニスラヴァ（洗礼名エヴプラシヤ）が剃髪している。この修道院は多くの寄与を受けたので、石造りの聖堂と生神女マリヤ教会を建てた。これらの行いによって、1160年ごろにビザンツから、福音記者ルカによって描かれたという伝承のある生神女のイコン(ru)がもたらされた。
エヴフロシニヤは人生の最後にエルサレムへの巡礼を成した。1173年5月23日にエルサレムで死去し、ベツレヘム近郊の修道院に埋葬された。その後、遺体はキエフ・ペチェールシク大修道院に運ばれ、1910年にポロツクに運ばれた。ポロツクの修道院によれば、現在もそこに安置されている。
エヴフロシニヤは、現ベラルーシ領出身の女性としては最初の聖人となった。12世紀に書かれた彼女の伝記・『聖女イェフロシニア伝』は、キリスト教の東西分裂の後にもかかわらず、正教・カトリックの両方で等しく尊ばれている。また、この聖人伝は、ベラルーシにおける初期の正教会の記念碑的作品のひとつである。

## エヴフロシニヤの十字架

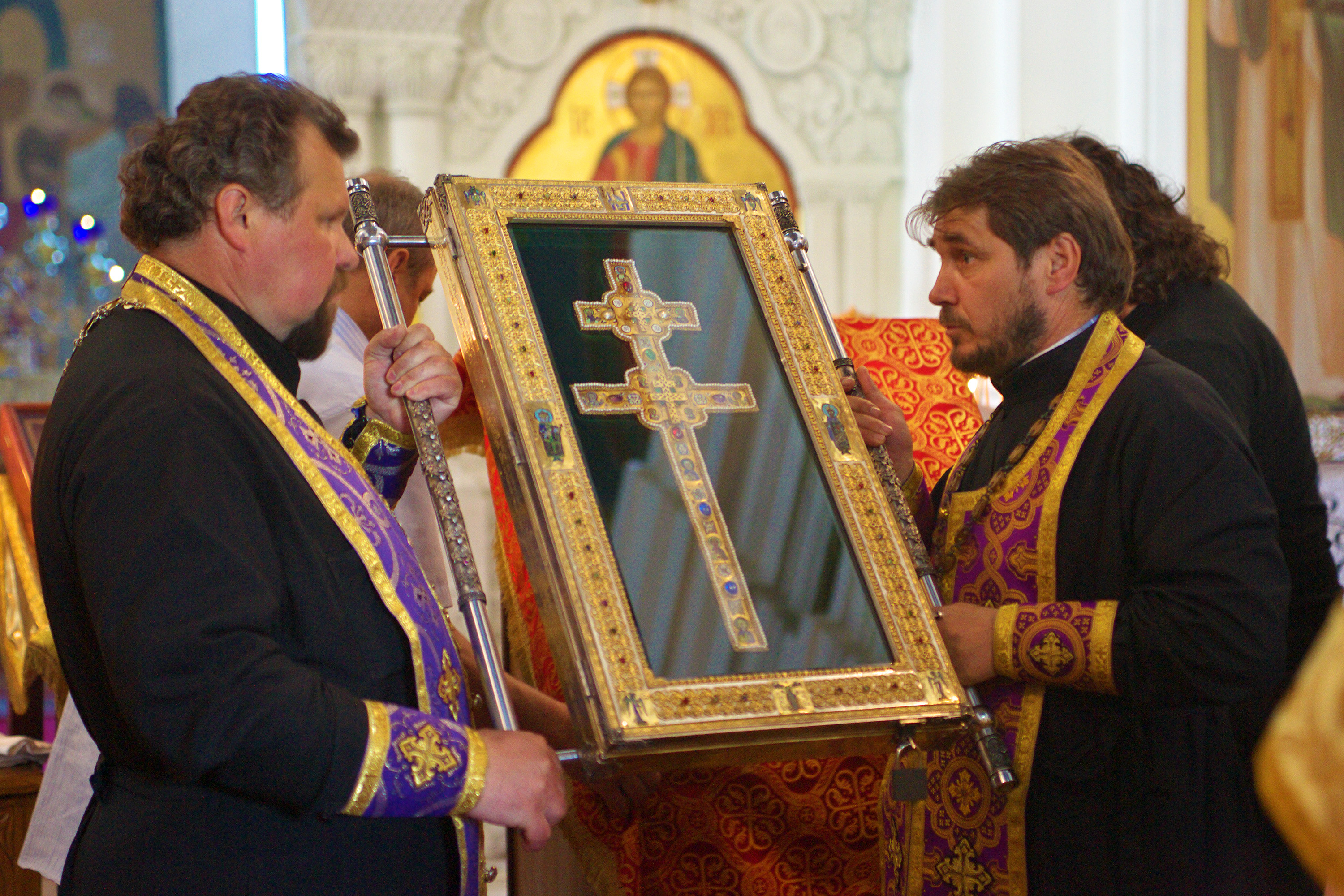
エヴフロシニヤの十字架（レプリカ）

エヴフロシニヤは1161年に十字架を作らせている。この十字架は13世紀までポロツクにあったが、その後16世紀の始めまではスモレンスクに、1514年にはヴァシリー3世によりモスクワへ運ばれた。1841年にポロツクに戻ってきたが、第二次世界大戦中に紛失し、現在も行方不明となっている。この十字架はしばしばベラルーシ国民のシンボルとして使用されており、1991年から1995年までのベラルーシの国章の中に描かれている。1992年にレプリカが作られた。